# Cigne negre
El cigne negre(Cygnus atratus) és una espècie d'ocell de la família dels anàtids que fa uns 112-140 cm de llargada. Té el bec vermell i el plomatge negre, amb les rèmiges blanques que es poden veure durant el vol.

## Hàbitat
El seu hàbitat originari és Austràlia, però com que es té sovint en captivitat arreu, se n'han establert poblacions a diversos indrets d'Europa. Als Països Catalans, hi ha constància que ha intentat criar al Delta del Llobregat.

## Taxonomia
Descrit per John Latham el 1790, el cigne negre ha estat ubicat al monotípic gènere Chenopis.